# Asterocampa
Az Asterocampa a rovarok (Insecta) osztályának a lepkék (Lepidoptera) rendjéhez, ezen belül a tarkalepkefélék (Nymphalidae) családjához tartozó Apaturinae alcsalád egyik neme.

## Rendszerezés
A nembe az alábbi 4 faj tartozik:
- Asterocampa celtis
- Asterocampa leilia
- Asterocampa clyton
- Asterocampa idyja